# 불가사리류
불가사리류(문화어: 삼바리)는 극피동물문 불가사리강을 이루는 해양무척추동물들을 두루 일컫는 말이다. 불가사리강은 현대목(Phanerozonia)·유극목(Spinulosa)·차극목(Forcipulata)으로 나뉜다.

## 생태와 분포
조개를 압박하여 속의 살을 꺼내먹으며, 천적은 소라고둥이다. 살아있는 불가사리의 종은 별불가사리, 아무르불가사리, 도깨비불가사리, 거미불가사리 등의 약 1,800종 정도이다. 불가사리는 모든 해양에서 발견되며, 북태평양에 사는 불가사리들이 가장 종류가 다양하고, 대한민국의 해안에도 분포한다.

## 외부 조직
불가사리는 체반이라고 불리는 중앙판에 팔이라고 불리는 방사상의 돌출물이 붙은 형태로 되어 있다. 대부분의 불가사리들은 팔이 다섯 개지만, 그보다 많거나 적게 가진 것들도 있고, 어떤 것은 같은 종인데도 서로 다른 수의 팔을 갖고 있다. 불가사리의 입은 아랫면에, 항문은 윗면에 있거나 없다.

## 먹이
대부분의 불가사리는 움직이지 않는 조개 종류를 강제로 입을 벌리게 해서 자신의 내장을 밀어넣고 먹이를 소화 시킨다. 그외 멍게, 해삼, 게 등을 먹는다.

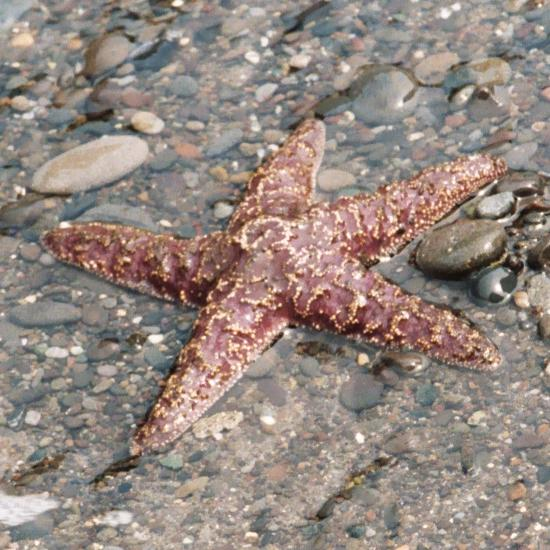
미국 올림픽 국립공원 해안의 오커불가사리(Pisaster ochraceus).

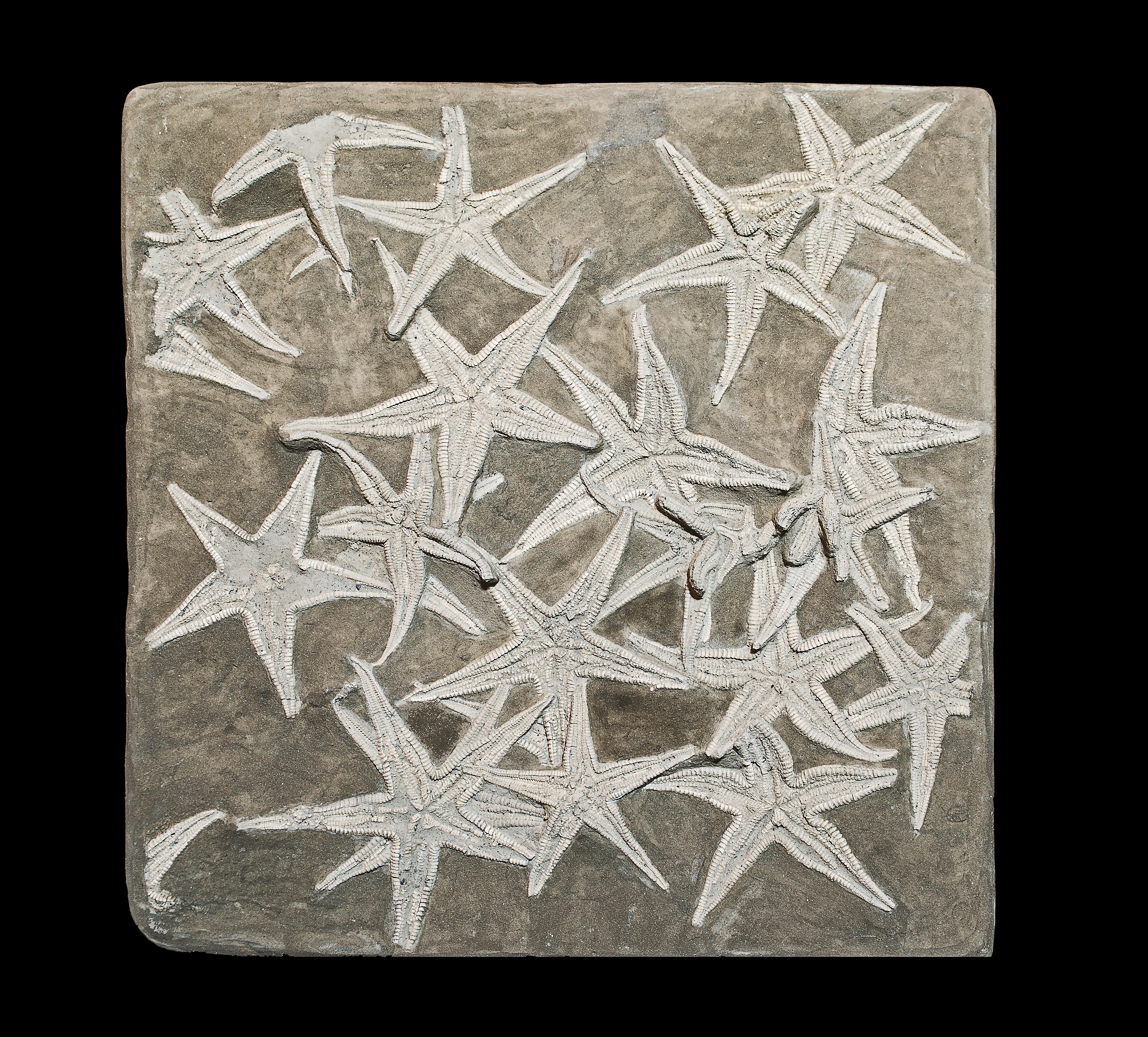
Astropecten lorioli - 종, 멸종, 쥬라기.